# Lazaros Mottas
Lazaros Nicolaou Mottas (en griego: Λάζαρος Μόττας, n. Salónica, Grecia; década 1940 - Salónica; 1 de octubre de 2006) era un doctor-anestesiólogo griego.

## Trayectoria
Se graduó en la Universidad de Aristotélica de Salónica en 1970. Trabajó durante 30 años en Hospital AHEPA de la Universidad como vicedirector del departamento de anestesia.
Mottas fue secretario de la Sociedad de Anestesiología y de Medicina Intensiva de Grecia del Norte (enlace roto disponible en Internet Archive; véase el historial, la primera versión y la última). y miembro fundador del Instituto para los estudios Nacionales y Religiosos de Salónica (Karipion Melathron).